# Kerti smaragdkolibri
A kerti smaragdkolibri  (Chlorostilbon assimilis) a madarak (Aves) osztályának sarlósfecske-alakúak (Apodiformes) rendjéhez, ezen belül a kolibrifélék (Trochilidae) családjához tartozó faj.

## Előfordulása
Costa Rica és Panama területén honos. A természetes élőhelye szubtrópusi vagy trópusi erősen leromlott egykori erdők, szubtrópusi vagy trópusi nedves síkvidéki erdők.

## Megjelenése
Testhossza 8 centiméter.